# 粥杖
粥杖（かゆづえ）は、正月15日に粥を煮た時の燃えさしの木を削って作った杖である。

## 概要
「粥の木」ともいい、また祝木、枚（ばい）の木、祝棒、幸の木、削掛ともいう。多くはヤナギから製し、マツ、スギ、ヌルデ、クルミなども用いる。これで子の無い女性の腰部を打てば男子を出産するという。
「大（だい）の子祝」という地方もある。『源氏物語』、『狭衣物語』、『枕草子』にも見える。
女性どうし打ち合ったこともある。『公事根源』によれば、寛平年間に始まるという。江戸時代、流行し、遊戯化した。
東北地方でマツの木で周囲1尺4寸から5寸、長さ3尺の男根形に作って、新妻の尻をたたく風習があり、また、粥杖をなわしろの水口に立てて田の神に献じ、豊作を祈願した。信濃国では粥の木の根本をよつわりにして小正月、粥に入れる餅を挟んで粥をかき回すという。
生樹木（なりずもく、果樹のこと）の樹皮を傷つけ、傷口に粥杖で粥を塗り、「なるかならぬか」ととなえる、なりずもくいじめのふうもある。